# Carl Ernst August Weihe
Carl Ernst August Weihe (Löhne, 30 gennaio 1779 – Herford, 27 gennaio 1834) è stato un botanico tedesco.

## Biografia
Weihe nacque il 30 gennaio 1779 a Mennighüffen, il secondo dei dodici figli di Karl Justus Weihe (1752-1829), un pastore, e di sua moglie Anna (nata Rebeker). Weihe fu apprendista presso un farmacista a Bielefeld, prima di frequentare l'università di Halle, dove studiò medicina e botanica, ricevendo il suo dottorato nel settembre 1802. Lavorò come medico a Lüttringhausen (vicino a Remscheid) e Bünde, prima di tornare a Mennighüffen, dove stabilì un piccolo giardino botanico su un terreno di proprietà di suo padre. Nel 1822, Weihe si trasferì a Herford dove morì nel 1834.
Durante la sua carriera Weihe descrisse circa 160 nuove specie di piante. In particolare, diede importanti contributi allo studio del genere Rubus. Weihe fu il primo a rendersi conto che il rovo, il Rubus fruticosus, non era una singola specie, ma un complesso di specie simili. Tra il 1822 e il 1827, Weihe e il suo collaboratore, Christian Gottfried Nees von Esenbeck, un botanico tassonomico, pubblicarono una monografia dei rovi tedeschi, Rubi Germanici descripti et illustrati, in cui descrivevano 49 specie di Rubus.